# Philaenus haupti
Philaenus haupti är en insektsart som beskrevs av Aleksey A. Zachvatkin 1925. Philaenus haupti ingår i släktet Philaenus och familjen spottstritar. Inga underarter finns listade i Catalogue of Life.